# Mallophora curiosa
Mallophora curiosa är en tvåvingeart som beskrevs av Charles Howard Curran 1941. Mallophora curiosa ingår i släktet Mallophora och familjen rovflugor. Inga underarter finns listade i Catalogue of Life.